# U-564
U-564 — средняя немецкая подводная лодка типа VIIC времён Второй мировой войны.

## История
Лодка была заложена 30 марта 1940 года на верфи Блом унд Фосс, Гамбург, под строительным номером 540, спущена на воду 7 февраля 1941 года. Лодка вошла в строй 3 апреля 1941 года под командованием оберлейтенанта Райнхарда Зурена.

### Командиры
- 3 апреля 1941 года — 1 октября 1942 года корветтен-капитан Райнхард Зурен (кавалер Рыцарского Железного креста)
- 1 октября 1942 года — 14 июня 1943 года оберлейтенант цур зее Ганс Фидлер

### Флотилии
- 3 апреля 1941 года — 1 июня 1941 года — 1-я флотилия (учебная)
- 1 июня 1941 года — 14 июня 1943 года — 1-я флотилия

### История службы
Лодка совершила 9 боевых походов. Потопила 18 судов суммарным водоизмещением 95 544 брт и один военный корабль водоизмещением 900 тонн, 4 судна повредила (28 907 брт).
Потоплена 14 июня 1943 года к северо-западу от мыса Ортегаль, Испания, в районе с координатами 44°17′ с. ш. 10°25′ з. д. глубинными бомбами с британского самолёта типа «Уитли». 28 человек погибли, 18 членов экипажа спаслись.

### Волчьи стаи
U-564 входила в состав следующих «волчьих стай»:
- Natter 1 — 8 ноября 1942
- Westwall 25 ноября — 25 декабря 1942
- Seeteufel 21 — 30 марта 1943
- Löwenherz 3 — 7 апреля 1943

### Атаки на лодку
- 24 октября 1941 года после нескольких атак на конвой HG-75 U-564 была дважды атакована: сперва одной бомбой с самолёта, а через три часа — глубинными бомбами с эскортного корабля. Повреждений не было.
- 13 июня 1943 года атаковавший группу из пяти выходящих с базы лодок (U-185, U-358, U-564, U-634 и U-653) британский самолёт типа «Сандерленд» был сбит интенсивным зенитным огнём с U-564. Все 11 лётчиков погибли. Получившая тяжёлые повреждения и потерявшая возможность погружаться субмарина начала возвращение на базу под охраной U-185.
- На следующий день, 14 июня, две лодки были обнаружены британским самолётом типа «Уитли». Когда у самолёта стало подходить к концу топливо, он решился атаковать. Сбросив свои бомбы на U-564, он был сбит сосредоточенным зенитным огнём двух субмарин, лётчиков поднял траулер и они были взяты в плен, а сброшенные бомбы отправили U-564 на дно. Командир и 17 членов экипажа сперва были приняты на U-185, затем — переданы на эсминец Z-24. Подоспевший на подмогу британцам канадский самолёт типа «Хемпден» был сбит немецким Юнкерсом Ю-88, все четверо лётчиков погибли.

## Боевые успехи
| Дата            | Название корабля  | страна         | тоннаж | судьба                              |
| --------------- | ----------------- | -------------- | ------ | ----------------------------------- |
| 27 июня 1941    | Kongsgaard        | Норвегия       | 9467   | повреждён 60°00′ с. ш. 30°42′ з. д. |
| 27 июня 1941    | Maasdam           | Нидерланды     | 8812   | потоплен 60°00′ с. ш. 30°35′ з. д.  |
| 27 июня 1941    | Malaya II         | Великобритания | 8651   | потоплен 59°56′ с. ш. 30°35′ з. д.  |
| 29 июня 1941    | Hekla             | Исландия       | 1215   | потоплен 58°20′ с. ш. 43°00′ з. д.  |
| 22 августа 1941 | Clonlara          | Ирландия       | 1203   | потоплен 40°43′ с. ш. 11°39′ з. д.  |
| 22 августа 1941 | Empire Oak        | Великобритания | 484    | потоплен 40°43′ с. ш. 11°39′ з. д.  |
| 23 августа 1941 | HMS Zinnia        | Великобритания | 900    | потоплен 40°25′ с. ш. 10°40′ з. д.  |
| 24 октября 1941 | Alhama            | Великобритания | 1352   | потоплен 35°42′ с. ш. 10°58′ з. д.  |
| 24 октября 1941 | Ariosto           | Великобритания | 2176   | потоплен 36°20′ с. ш. 10°50′ з. д.  |
| 24 октября 1941 | Carsbreck         | Великобритания | 3670   | потоплен 36°20′ с. ш. 10°50′ з. д.  |
| 11 февраля 1942 | Victolite         | Канада         | 11 410 | потоплен 36°12′ с. ш. 67°14′ з. д.  |
| 16 февраля 1942 | Opalia            | Великобритания | 6195   | повреждён 37°38′ с. ш. 66°07′ з. д. |
| 3 мая 1942      | Ocean Venus       | Великобритания | 7174   | потоплен 28°21′ с. ш. 80°23′ з. д.  |
| 4 мая 1942      | Eclipse           | Великобритания | 9767   | повреждён 26°30′ с. ш. 80°00′ з. д. |
| 5 мая 1942      | Delisle           | США            | 3478   | повреждён 27°06′ с. ш. 80°03′ з. д. |
| 8 мая 1942      | Ohioan            | США            | 6078   | потоплен 26°31′ с. ш. 79°59′ з. д.  |
| 9 мая 1942      | Lubrafol          | Панама         | 7138   | потоплен 26°26′ с. ш. 80°00′ з. д.  |
| 14 мая 1942     | Potrero del Llano | Мексика        | 4000   | потоплен 25°35′ с. ш. 80°06′ з. д.  |
| 19 июля 1942    | Empire Hawksbill  | Великобритания | 5724   | потоплен 42°29′ с. ш. 25°56′ з. д.  |
| 19 июля 1942    | Lavington Court   | Великобритания | 5372   | потоплен 42°38′ с. ш. 25°28′ з. д.  |
| 19 августа 1942 | British Consul    | Великобритания | 6940   | потоплен 11°58′ с. ш. 62°38′ з. д.  |
| 19 августа 1942 | Empire Cloud      | Великобритания | 5969   | потоплен 11°58′ с. ш. 62°38′ з. д.  |
| 30 августа 1942 | Vardaas           | Норвегия       | 8176   | потоплен 11°35′ с. ш. 60°40′ з. д.  |

## Фотографии
15 марта 2001 года в Йоркшире, Англия, были найдены более 400 фотографий субмарины U-564. Они были сделаны в 1942 году немецким фотографом в пропагандистских целях. В 1944 году британский боевой пловец, участвовавший в занятии Бреста, обнаружил фотографии и забрал их с собой в Великобританию, где подарил маленькому мальчику по имени Вик Паркер. В возрасте 60 лет Вик Паркер, смотря телепередачу про немецкие субмарины, вспомнил про имеющиеся у него фотографии. Находку он передал в Королевский музей подводного флота в Госпорте, Англия, где они теперь и хранятся.